# IL Jutul
IL Jutul ist ein 1930 gegründeter norwegischer Sportverein aus Bærum, der vor allem für seine Eishockeyabteilung bekannt ist. Die Herrenmannschaft spielt in der 2. divisjon und trägt ihre Heimspiele in der Bærum Ishall aus.

## Geschichte
Der IL Jutul wurde im Jahr 1930 gegründet. Die Eishockeymannschaft von IL Jutul stieg in der Saison 2008/09 aus der drittklassigen 2. divisjon in die zweitklassige 1. divisjon auf. In dieser spielte die Mannschaft auch in der Saison 2012/13, ehe sie am Saisonende wieder in die dritte Spielklasse abstieg.
Die Fußballmannschaft des Vereins trat in der Saison 2011 zuletzt in der viertklassigen 3. divisjon an.